# Dicranum howellii
Dicranum howellii är en bladmossart som beskrevs av Ferdinand François Gabriel Renauld och Jules Cardot 1888. Dicranum howellii ingår i släktet kvastmossor, och familjen Dicranaceae. Inga underarter finns listade i Catalogue of Life.